# San Antonio de Maturín
Pour les articles homonymes, voir San Antonio (homonymie) et Maturin.
San Antonio de Maturín, également connu sous le nom de San Antonio de Capayacuar, est le chef-lieu de la municipalité d'Acosta dans l'État de Monagas au Venezuela. Autour de la ville s'articule la division territoriale et statistique de Capitale Acosta.